# Paisatge sonor
Un paisatge sonor és l'entorn sonor concret d'un lloc real. Com a mínim així ho entenien els membres del World Soundscape Project, els pioners en utilitzar aquesta terminologia. El paisatge sonor ha estat estudiat més des del punt de vista de la contaminació acústica que com un element d'expressió sonora, tot i que hi ha projectes artístics com El Laboratori d'Art Sonor i l'assignatura Laboratori del Caos de la Facultat de Belles Arts de Barcelona ( Sonoscop) que treballen en aquesta línia.
Exemples de paisatges sonors:
- En un entorn rural, els ocells que piulen, la remor de l'aigua d'un rierol, dues persones conversant, etc.
- En un entorn urbà, el trànsit, el so de la maquinària, un edifici en obres, etc.